# Irwiniella bigoti
Irwiniella bigoti är en tvåvingeart som först beskrevs av Jacques-Marie-Frangile Bigot 1892.  Irwiniella bigoti ingår i släktet Irwiniella och familjen stilettflugor. Inga underarter finns listade i Catalogue of Life.